# Clara Lachmann
Clara Lachmann, född Meyer 10 april 1864 i Köpenhamn, Danmark, död 10 augusti 1920 i Snårestads församling, Skåne, var en dansk-svensk donator.

## Biografi
Clara Lachmann föddes i Köpenhamn 1864 och gifte sig vid 24 års ålder med sin kusin Jacob Lachmann på Charlottenlunds slott. Clara Lachmann blev änka 1909. Genom testamentariskt förordnande avsatte hon en del av sin efterlämnade förmögenhet till bildande av Clara Lachmanns fond för främjande av den skandinaviska samkänslan. Stiftelsen har sitt säte Göteborg och består av två svenska, två danska, en norsk ledamot och en isländsk ledamot.  Avkastningen av stiftelsens förmögenhet ska användas för att främja den skandinaviska samkänslan. Clara Lachmann angav att stiftelsens ändamål främjas genom:
- beredande av tillfälle åt personer, tillhörande något av de skandinaviska länderna, att lära känna inrättningar och förhållanden i något av de andra länderna eller att där idka studier vid skolor eller universitet,
- spridande – genom utgivande av publikationer eller på annat sätt, som må finnas lämpligt – av upplysning om de skandinaviska ländernas och folkens förhållanden samt betydelsen av deras sammanhållning,
- stödjande av det skandinaviska samarbetet på alla de områden, där sådant må befinnas nyttigt och ändamålsenligt.
Stiftelsen utgav det kulturhistoriska samlingsverket Nordisk kultur, som utkom i 30 band, och hade för avsikt att ge en helhetsbild av nordisk kulturhistoria.